# Guriri
Guriri é um bairro localizado no município de São Mateus, estado do Espírito Santo. Cercada por água por todos os lados, é uma ilha, mesmo que tenha "nascido" de forma artificial após a detonação de uma barreira natural que criou a foz artifical do Rio Mariricu em Barra Nova. A foz artificial foi formada artificialmente em meados do século XX com o intuito de drenar a região da Suruaca. Logo, a partir da criação dessa foz formou-se a Ilha de Guriri, maior ilha do estado do Espírito Santo. 
É muito procurada por turistas mineiros e do norte do estado capixaba. O litoral mateense mede aproximadamente 43 quilômetros de extensão, sendo Guriri a praia mais conhecida.
Durante o verão o Guriri recebe milhares de veranistas de várias cidades do Estado e de outros estados principalmente Minas Gerais, o que classifica a Ilha de Guriri como um dos lugares mais procurados do Espírito Santo.
Está a 13 km do centro de São Mateus com acesso em estrada pavimentada.

## Etimologia
O termo Guriri advém do tupi antigo e significa coco pequeno, sendo uma referência aos frutos da palmeira Allagoptera arenaria, endêmica e muito abundante na região que compreende o extremo sul da Bahia e extremo norte do Espírito Santo. 

## História

### Formação da Ilha
Em 1866, sabendo que em certo ponto o rio Mariricu encontrava-se apenas a alguns metros do mar, separado apenas por um fino cordão de arenito, o comendador Reginaldo Rodrigues da Cunha, irmão do Barão dos Aymorés, mandou dinamitar esta formação rochosa com a intenção de drenar os brejos da região do Nativo, visando assim o favorecimento da criação de gado e a construção de um porto marítimo para São Mateus, uma vez que a barra do rio São Mateus, em Conceição da Barra, era demasiadamente rasa, o que dificultava a navegação de navios com maior calado rumo ao Porto de São Mateus Sendo assim, a atual área que conhecida como Ilha de Guriri constituía-se como tal apenas nas marés altas, quando o mar conseguia transpor esta formação arenítica.
Também nessa região havia uma grande lagoa conhecida como Suruaca e que, em determinado ponto, aproximava-se a apenas 300 metros do Mariricu, sendo separado por um pequeno cordão arenoso. Isso levou com que os proprietários de terra da região tomassem a iniciativa de abir outro canal, ligando a lagoa ao rio, com a finalidade de esgotar o pantanal e aproveitar o terreno fértil das turfas ali existentes. A prefeitura de São Mateus iniciou os serviços no fim da década de 1930, não chegando a concluí-los, pois foi encontrado abaixo deste seguimento de areia um cordão de arenito. A ideia foi retomada em 1959, pelo agrimensor Eugênio Neves Cunha que conseguiu baixar o canal até o nível de preamar, conseguindo assim esgotar as águas da Suruaca.

### Urbanização

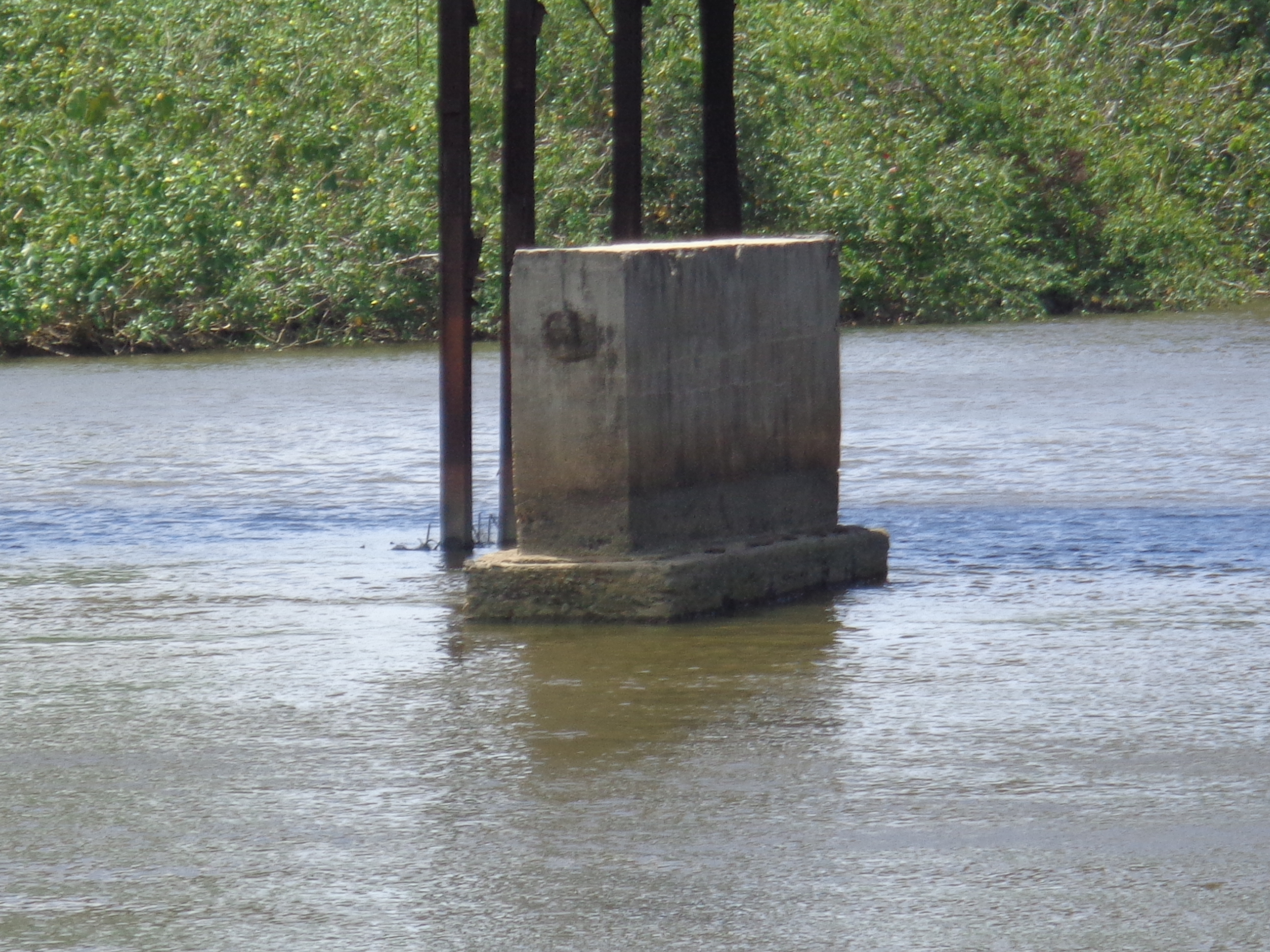
Pilar da segunda ponte sobre o rio Mariricu

Os primeiros moradores de Guriri eram caboclos descendentes de índios e de negros escravos remanescentes das fazendas da região e se dedicavam, basicamente, à pesca, à coleta de mariscos e plantio de mandioca. Nesse período as poucas famílias estavam espalhadas ao longo das margens dos rios São Mateus e Mariricu, com concentrações em Barra Nova, Mariricu e Barreiras e Meleiras.
Os primeiros banhistas passaram a frequentar a praia de Guriri na década de 1950. Não havia estrada e a viagem era feita em canoas, pelos rios São Mateus e Mariricu, ou por uma trilha muito difícil entre as localidades de Pedra D'Água e Mariricu, onde os banhistas tinha de atravessar o rio de balsa e ainda andavam cerca de dois quilômetros na areia para chegar até a praia.

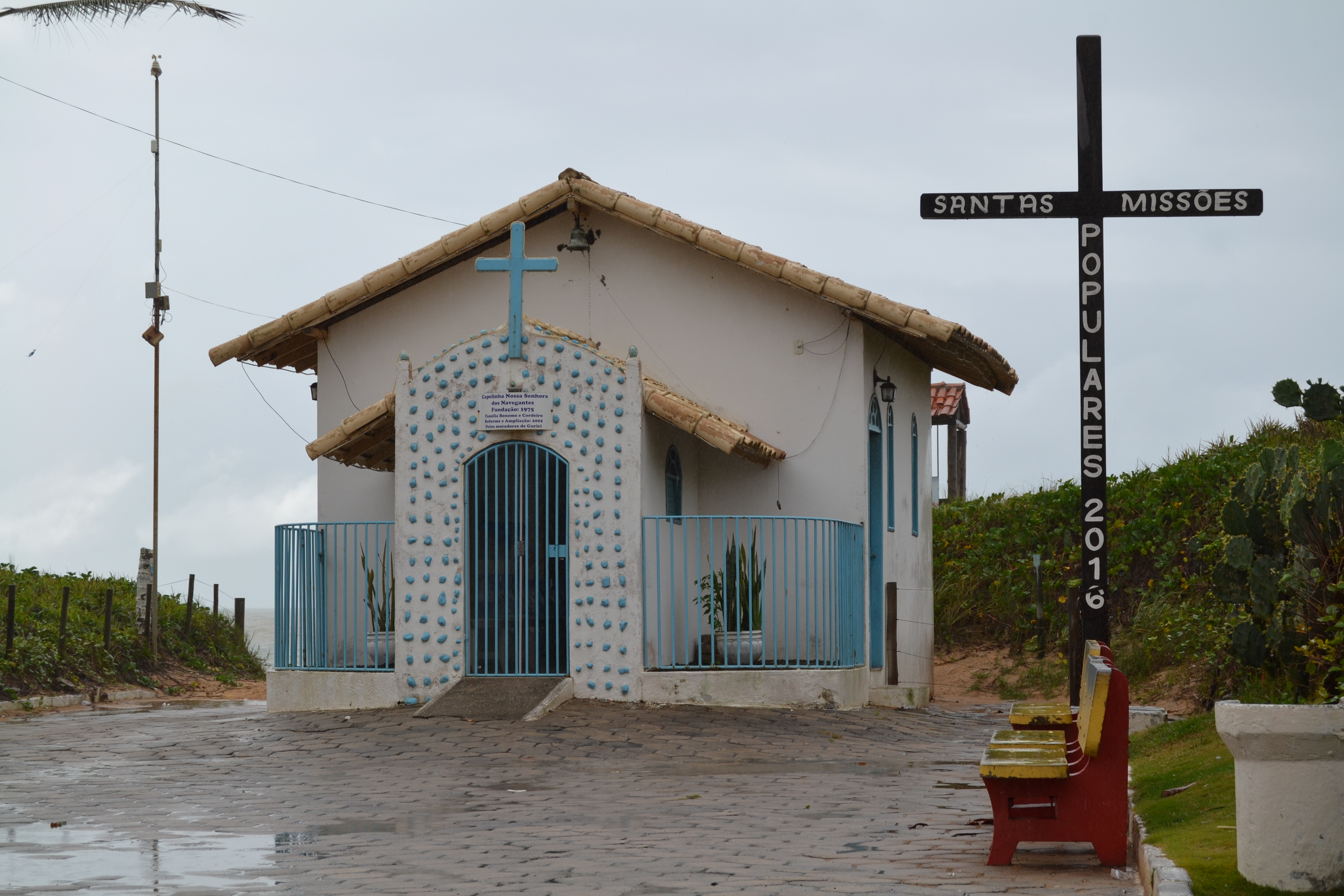
Capela Nossa Senhora dos Navegantes - Igrejinha de Guriri

Em 1951 tiveram início as obras da estrada ligando São Mateus a Guriri, que só foi findada em 1962. Também em 1962 foi inaugurada a primeira ponte sobre o Rio Mariricu. Esta ponte era totalmente de madeira, tendo sido destruída em umas das enchestes deste rio, graças a corrosão de seus pilares por um molusco vermiforme conhecido como Buzano. Tanto a estrada como a ponte foram considerados desafios difíceis de serem vencidos, devido aos poucos recursos que a prefeitura dispunha à época. Boa parte do barro utilizado no leito dessa estrada foi extraído dos barrancos da Pedra D'Água e arrastado em pedaços de couro por juntas de bois, pois não existiam caminhões nem máquinas para executarem os serviços. Uma segunda ponte foi construída ainda na década de 1960, com pilares de concreto armado e corpo de madeira, sendo utilizada até o ano de 1998, quando foram concluídas as obras da ponte Roberto Arnizant Silvares.
Com a abertura da estrada, teve início a urbanização do balneário com a aquisição, pela prefeitura, de 3 alqueires de terra da família Vila Nova. A intenção do então prefeito Othovarino era urbanizar a ilha para que os moradores de São Mateus não precisassem se deslocar até o município de Conceição da Barra para desfrutar da praia.
O primeiro grande loteamento foi feito na década de 1970, na gestão o prefeito Amocim Leite, que doava os lotes a quem se comprometesse construir. O prefeito tinha por intenção povoar a todo custo o local e, em suas viagens para fora do município, oferecia lotes de forma gratuita em Guriri. Esses lotes não tinham marcações corretas, o que acabou acarretando numa desorganização espacial na região que fica entre a Avenida Praiano e o lado sul da balneário. Um segundo loteamento foi feito na gestão do prefeito Gualter Nunes Loureiro, onde os lotes eram vendidos a um preço abaixo do valor de mercado a quem se comprometesse a construir em dois anos, período após o qual o mesmo deveria ser devolvido à prefeitura. Também nesta época o balneário passou a contar com rede de energia elétrica. No início da década de 1990 foi instalado o sistema de telefonia pública.

## Geografia e demografia
Guriri possui relevo predominantemente plano, estando a uma altura média de 2 metros acima do nível do mar. Está localizado na região denominada de Planície Quaternária do Rio Doce, descrita como um aglomerado de três compartimentações geológicas: uma de formação do período quaternário holocênico; a segunda por processo de deposições de sedimentos fluviomarinhos e a terceira do quaternário pleistocênico marinho, distribuído em uma faixa litorânea que abrange o sul do rio Doce, os municípios de Linhares, São Mateus e Conceição da Barra.
O clima é caracterizado, segundo o Instituto Brasileiro de Geografia e Estatística, como tropical quente super-úmido (tipo Aw segundo Köppen), tendo temperatura média anual de 24,2 °C com invernos secos e amenos e verões chuvosos com temperaturas elevadas. O mês mais quente, janeiro, tem temperatura média de 26,5 °C, sendo a média máxima de 31,0 °C e a média mínima de 22,0 °C,e o mês mais frio, julho, de 22,5 °C, sendo 25,0 °C e 18,0 °C as médias máxima e mínima, respectivamente. Outono e primavera são estações de transição.
A precipitação média anual é de 1 243,0 mm, sendo agosto o mês mais seco, quando ocorrem apenas 53,0 mm. Em novembro, o mês mais chuvoso, a média fica em 198,0 mm.
| Dados climatológicos para Guriri                          | Dados climatológicos para Guriri | Dados climatológicos para Guriri | Dados climatológicos para Guriri | Dados climatológicos para Guriri | Dados climatológicos para Guriri | Dados climatológicos para Guriri | Dados climatológicos para Guriri | Dados climatológicos para Guriri | Dados climatológicos para Guriri | Dados climatológicos para Guriri | Dados climatológicos para Guriri | Dados climatológicos para Guriri | Dados climatológicos para Guriri |
| Mês                                                       | Jan                              | Fev                              | Mar                              | Abr                              | Mai                              | Jun                              | Jul                              | Ago                              | Set                              | Out                              | Nov                              | Dez                              | Ano                              |
| --------------------------------------------------------- | -------------------------------- | -------------------------------- | -------------------------------- | -------------------------------- | -------------------------------- | -------------------------------- | -------------------------------- | -------------------------------- | -------------------------------- | -------------------------------- | -------------------------------- | -------------------------------- | -------------------------------- |
| Temperatura máxima média (°C)                             | 31,0                             | 30,0                             | 29,0                             | 28,0                             | 27,0                             | 26,0                             | 25,0                             | 26,0                             | 27,0                             | 29,0                             | 28,0                             | 29,0                             | 27,9                             |
| Temperatura mínima média (°C)                             | 22,0                             | 22,0                             | 22,0                             | 21,0                             | 20,0                             | 18,0                             | 18,0                             | 18,0                             | 19,0                             | 20,0                             | 21,0                             | 22,0                             | 20,4                             |
| Precipitação (mm)                                         | 137                              | 74                               | 132                              | 108                              | 62                               | 55                               | 62                               | 53                               | 70                               | 113                              | 198                              | 179                              | 1 243                            |
| Fonte: Climatempo (médias climatológicas de 1961 a 1990); |                                  |                                  |                                  |                                  |                                  |                                  |                                  |                                  |                                  |                                  |                                  |                                  |                                  |

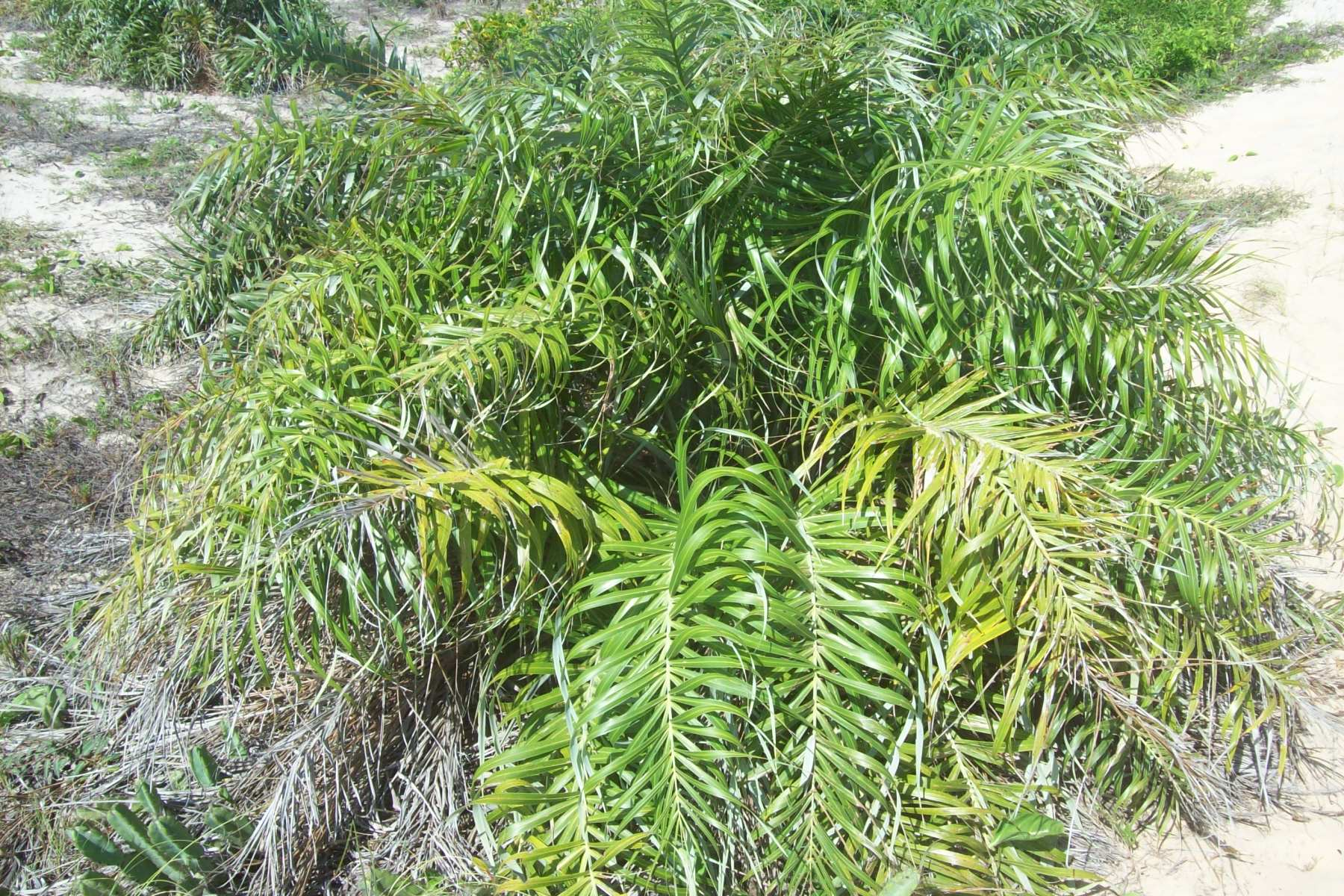
Palmeira Allagoptera arenaria, endêmica da região

No bairro, predominava o bioma de restinga, sendo que quase toda a vegetação deu lugar ao avanço urbano, podendo ainda ser encontrado pequenos espaços baldios onde ainda é possível observar espécies de fauna e flora nativos da região, como bromélias, samambaias, o Amescla e a palmeira Allagoptera arenaria, endêmica da região. Além disso, o bairro encontra-se dentro da Reserva da Biosfera da Mata Atlântica, além de sua orla ser parte integral da área de amortecimento do Parque Nacional Marinho dos Abrolhos e servir como área de desova de quatro das sete espécies de tartarugas marinhas existentes no mundo.

## Cultura e lazer

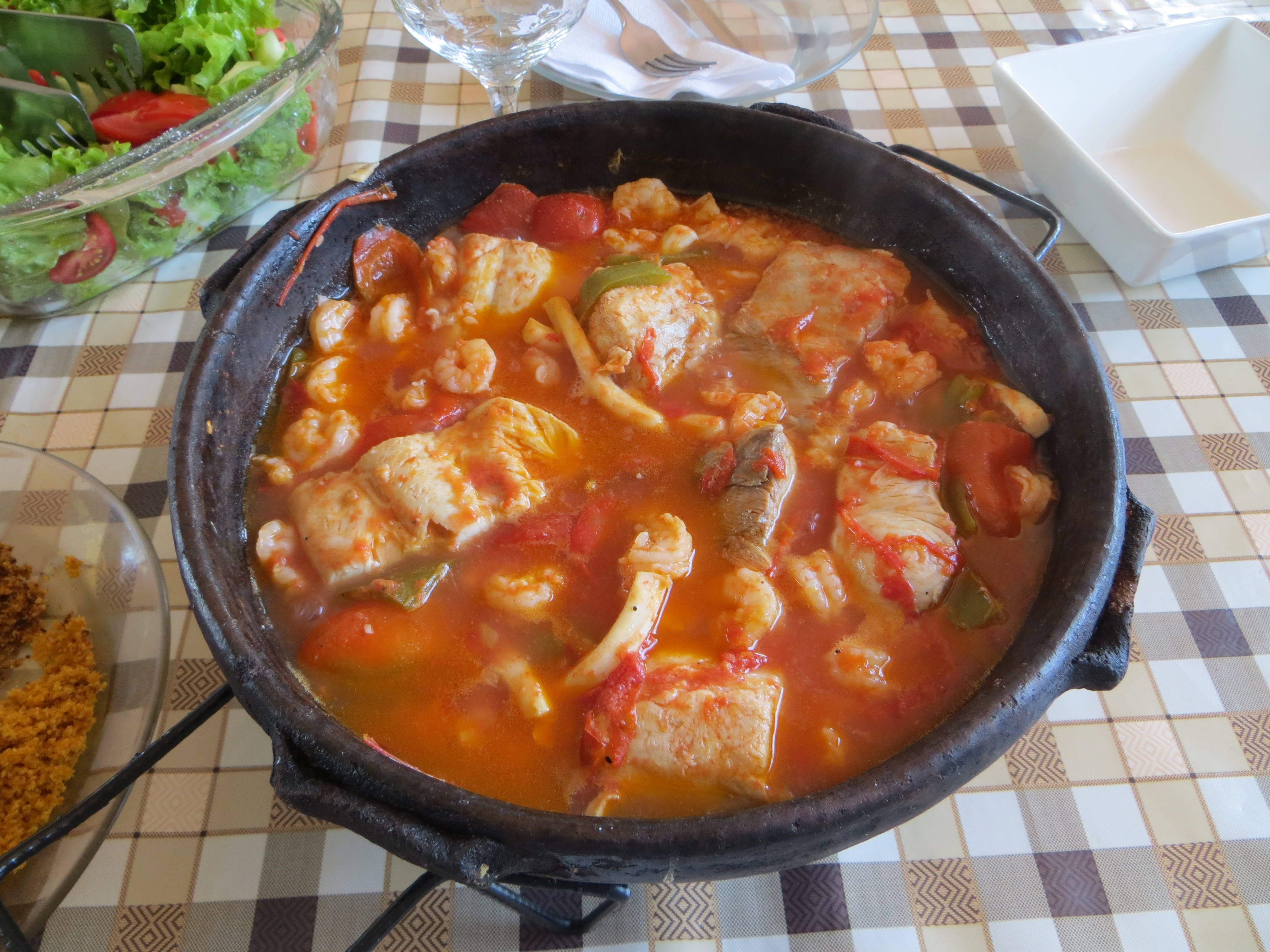
Uma moqueca capixaba feita em casa em panela de barro

Guriri é conhecido nacionalmente pelos eventos promovidos no balneários e que atraem turistas, principalmente, de Minas Gerais. Dentre estes, pode-se destacar o Guriri Road Fest, um encontro nacional de motoqueiros realizado desde 2003 no mês de junho; o Festival de Verão, que consiste em uma série de shows de bandas conhecidas nacionalmente; o Reveillon, quando são realizados shows com artistas regionais ou conhecidos nacionalmente, havendo ainda queima de fogos de artifícios, o carnaval, realizado em data móvel, onde também são realizado shows com artistas regionais e nacionais, havendo ainda desfile de blocos e apresentações de marcha, dentre outros eventos de menor importância.
Dentro os atrativos do bairro, pode-se destacar a base de pesquisa do projeto Tamar, implantada em 1988, abrigando um centro de visitantes que também funciona como Museu Aberto das Tartarugas Marinhas de Guriri. Entre os principais atrativos estão um aquário e dois tanques de observação de tartarugas além da exposição de réplicas e silhuetas em tamanho natural das cinco espécies de tartarugas marinhas. Na temporada reprodutiva, durante o verão, organiza-se a soltura de filhotes nos finais de tarde. Além disso, quatro das sete espécies de tartarugas marinhas existentes no mundo desovam em Guriri.
Com relação à culinária, a proximidade do município de São Mateus com outros estados, a origem dos colonizadores e o fato do bairro ser litorâneo contribuíram para a existência de uma culinária bem diversificada, onde se nota grande influência baiana, com predominância de pratos bastante condimentados, tendo destaque o vatapá, o acarajé, o mungunzá, o caruru, o quibebe, a moqueca, além de mariscos da região. Quanto a moqueca, pode-se salientar que, nos bares e restaurantes do balneário, encontra-se tanto a moqueca baiana, preparada com azeite de dendê, leite de coco e pimenta, como a tradicional moqueca capixaba, que dispensa o emprego desses ingredientes, podendo ser acompanhada ou não com molho de camarão.

## Galeria

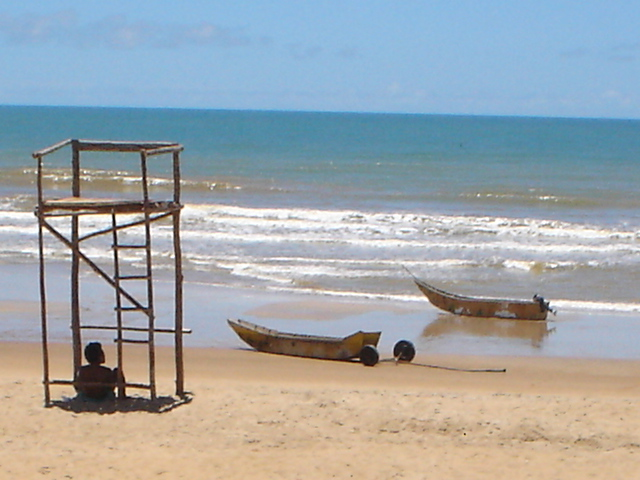
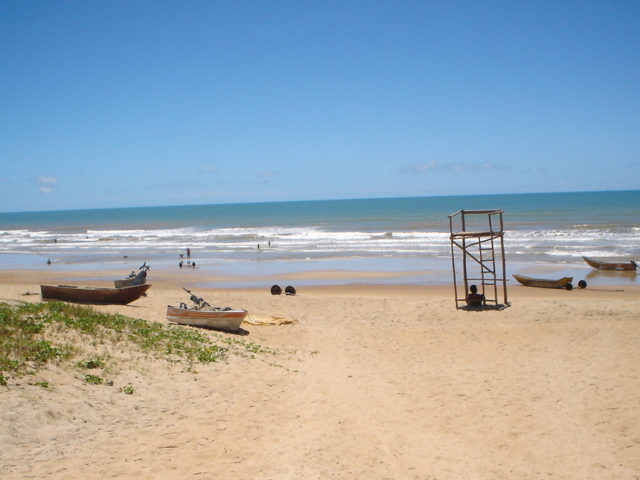
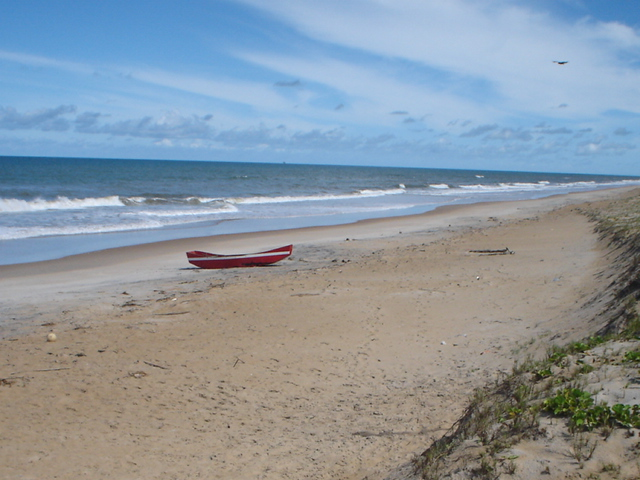
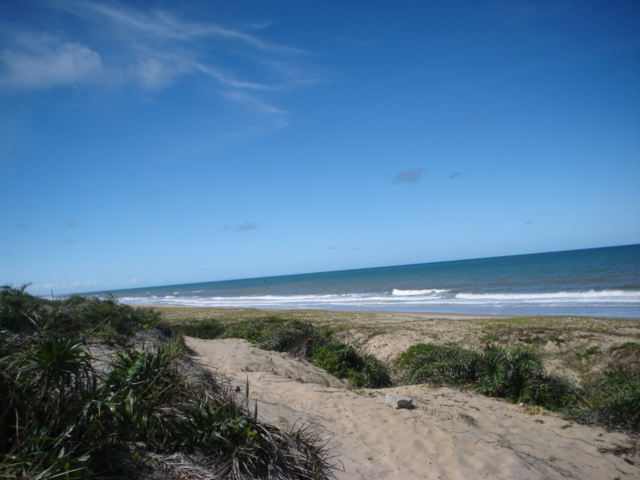

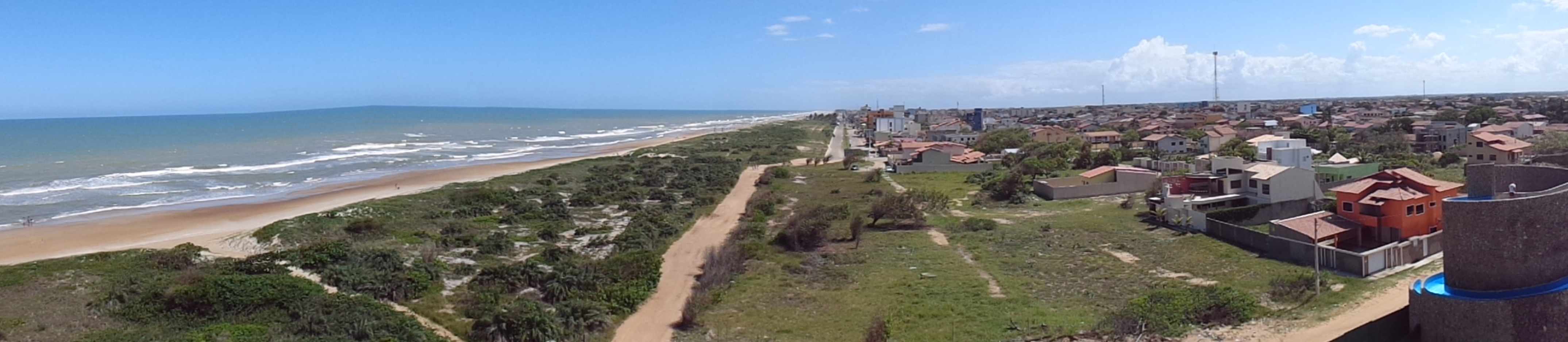
Vista panorâmica da orla de Guriri